# 에모토 토키오
에모토 토키오(일본어: 柄本時生, 1989년 10월 17일 - )는 일본의 배우이다.
도쿄도 출신. 녹아웃 소속.

## 내력·인물
부친은 배우 에모토 아키라. 모친은 배우 츠노가에 카즈에이다. 배우 에모토 타스쿠는 친형이다. 왼손잡이.
2003년, 《Jam Films S》 〈미끄럼틀〉의 오디션에 합격해, 배우 데뷔한다.
배우 데뷔 후에도 2011년경까지 시모키타자와의 선술집에서 아르바이트를 하고 있어, 2012년 7월 현재도 아르바이트처에서는 재적 취급이 되고 있다고 한다(2012년 7월 18일 《하나마루 마켓》 TBS).

## 출연작

### TV 드라마
- 4TEEN (WOWOW, 2004년)
- 《살색의 감독 무라니시》(넷플릭스, 2019년) - 미타무라 코스케 역

### 영화
- 심야식당 (2015년) - 니시다 하지메 역
- 기억의 기법 (2020년)
- 한번 죽어 봤다 (2020년) - 제약회사 사원 역
- 퍼펙트 데이즈 (2023년) - 타카시 역